# 343
| 343                |
| ------------------ |
| Dødsfald - Fødsler |
|                    |

| Gregoriansk kalender | 343 CCCXLIII            |
| Ab urbe condita      | 1096                    |
| Armensk kalender     | I/T                     |
| Kinesiske kalender   | 3039 – 3040 壬寅 – 癸卯 |
| Etiopisk kalender    | 335 – 336               |
| Jødisk kalender      | 4103 – 4104             |
| Hindukalendere       |                         |
| - Vikram Samvat      | 398 – 399               |
| - Shaka Samvat       | 265 – 266               |
| - Kali Yuga          | 3444 – 3445             |
| Iransk kalender      | 279 BP – 278 BP         |
| Islamisk kalender    | 288 BH – 287 BH         |

Se også 343 (tal)